# Los Indios Tabajaras
Los Indios Tabajaras è stato un duo brasiliano, attivo nella seconda metà del Novecento, che eseguiva alla chitarra soprattutto musica strumentale dell'America Latina.

## Storia del gruppo
Verso la metà dei '50, un duo chitarristico viveva di routine, esibendosi nei locali di Rio De Janeiro, quando un agente della RCA USA s'imbatté in loro. Per prima cosa li fece vestire come antichi sacerdoti indios, con mantelli, gonnellini,  copricapi piumati, poi li ribattezzò, creando un'inverosimile leggenda: gli Indios Tabajaras, tribù del nord del Brasile. Invitò i 2 musicisti a studiare chitarra classica per 2 anni e poi li fece suonare in Sud America, USA ed Europa. Quindi fece incidere il 45 giri Maria Elena, che divenne il loro più grande successo María Elena  fu composta nel 1963 da Lorenzo Barcelata, in onore della moglie dell'allora Presidente del Messico. Los Indios Tabajaras incisero con la RCA fino agli anni ottanta, quando avvenne il ritiro dall'attività di Antenor, mentre Natalicio Lima continuò a esibirsi ancora una decina d'anni con la moglie Michiko.
Natalicio Lima è morto per un cancro allo stomaco il 15 novembre 2009, all'età di 91 anni.

## Discografia
| Serie        | Titolo                                   | Edizione    |
| STPL-515-080 | Popular and Folks Songs of South America | Vox Records |
| LSP-2822     | Maria Elena                              | RCA Víctor  |
| LSP-2912     | Always in My Heart                       | RCA Víctor  |
| LSP-2959     | Mellow Guitar Moods                      | RCA Víctor  |
| LSP-3413     | The Many-Splendored Guitars              | RCA Víctor  |
| LSP-3505     | Casually Classic                         | RCA Víctor  |
| LSP-3611     | Twin Guitars in a Mood for Lovers        | RCA Víctor  |
| LSP-3723     | Their Very Special Touch                 | RCA Víctor  |
| LSP-3905     | Fascinating Rhythms of Brazil            | RCA Víctor  |
| LSP-4007     | The Best of Los Indios Tabajaras         | RCA Victor  |
| LSP-4013     | In a Sentimental Mood                    | RCA Víctor  |
| LSP-4129     | Songs of the Islands                     | RCA Víctor  |
| LSP-4365     | Dreams of Love                           | RCA Víctor  |
| LSP-4496     | The Very Thought of You                  | RCA Víctor  |
| LSP-4615     | What the World Needs Now                 | RCA Víctor  |
| AFL 1-3990   | Beautiful Sounds                         | RCA Víctor  |
| AFL1-4273    | Music for Romance                        | RCA Víctor  |
| AFL 1-4649   | Guitars on the Go                        | RCA Víctor  |
| APL 1-0210   | Play Favorite Movie Themes               | RCA Víctor  |
| AP 1-1033    | Secret Love                              | RCA Víctor  |